# Валлийско-русская практическая транскрипция
Валлийский язык принадлежит к кельтской группе индоевропейской языковой семьи; записывается латинским алфавитом. Инструкция предназначена для передачи валлийских имён и названий на русский язык и основана на Инструкции ГУГК.
При передаче с валлийского на русский язык опускается долгота гласных и указание на ударение. Названия, состоящие из нескольких слов, в русском тексте разделяются дефисами: Braich y Pwll — Брайх-и-Пулл. Все основные части пишутся с заглавных букв; союзы, предлоги и артикли — со строчных. Дефисы и апострофы, присутствующие в оригинальном написании, сохраняются.
Ударение обычно падает на предпоследний слог, однако в случае, если ударение указано, оно может падать на любой слог: Llandygái — Лландига́й; в составных названиях ударение получают все части названия, кроме артиклей, союзов и предлогов: Bwlch y Sarnau — Бу́лх-и-Са́рнай. В случае, если валлийское название имеет дефис, он указывает на то, что ударение стоит на последнем слоге: Eglwys-fach — Эглуис-Ва́х.
| Валлийский | Транскрипция                                                          | Пример                                                   |
| ---------- | --------------------------------------------------------------------- | -------------------------------------------------------- |
| a          | а                                                                     | Amlwch — Амлух                                           |
| ae, ai, au | ай                                                                    | Malldraeth — Маллдрайт, Arail — Арайл, Blaenau — Блайнай |
| b          | б                                                                     | Brain — Брайн                                            |
| c          | к                                                                     | Cricieth — Крикиет                                       |
| ch         | х                                                                     | Bwlch — Булх                                             |
| d          | д                                                                     | Dolgadfan — Долгадван                                    |
| dd         | т                                                                     | Mynydd — Минит                                           |
| e          | в начале слова и после гласных, кроме i — э в остальных случаях — е   | Eppynt — Эппинт Cefn — Кевн, Llandybie — Лландибие       |
| ei, eu, ey | в начале слова и после гласных, кроме i — эй в остальных случаях — ей | Eutun — Эйтин Ceiriog — Кейриог                          |
| f          | в                                                                     | Faen — Вайн                                              |
| ff         | ф                                                                     | Fforest Fawr — Форест-Ваур                               |
| g          | г                                                                     | Crug — Криг                                              |
| ng         | нг                                                                    | Glyn Collwng — Глин-Коллинг                              |
| h          | х                                                                     | Hebog — Хебог                                            |
| i          | и                                                                     | Rhiw — Риу                                               |
| l          | л                                                                     | Llandysil — Лландисил                                    |
| ll         | лл                                                                    | Llangollen — Лланголлен                                  |
| m          | м                                                                     | Cwm — Кум                                                |
| n          | н                                                                     | Nedd — Нет                                               |
| o          | о                                                                     | Onllwyn — Онллуин                                        |
| oe, oi, oy | ой                                                                    | Moel — Мойл                                              |
| p          | п                                                                     | Pen — Пен                                                |
| ph         | ф                                                                     | Tir-phil — Тир-фил                                       |
| r          | р                                                                     | Ruthun — Ритин                                           |
| rh         | р                                                                     | Rhinog Fawr — Риног-Ваур                                 |
| s          | с                                                                     | Sestog — Сестог                                          |
| t          | т                                                                     | Pont y Cim — Понт-и-Ким                                  |
| th         | т                                                                     | Aberthin — Абертин                                       |
| u          | и                                                                     | Llandudno — Лландидно                                    |
| w          | у                                                                     | Betws Cedewain — Бетус-Кедеуайн                          |
| y          | и                                                                     | Glyndy — Глинди                                          |